# Róland Praj
Róland Praj (* 6. října 1967 Trnava) je bývalý slovenský fotbalový brankář. Po skončení hráčské kariéry se stal trenérem brankářů.

## Hráčská kariéra
Trnavský rodák a odchovanec odchytal v československé nejvyšší soutěži 48 utkání, v nichž osmkrát udržel čisté konto. V maďarské nejvyšší soutěži si připsal 47 startů za Újpesti TE (1993–1996). Od jara 1997 byl postupně v Senci, Petržalce, Zlatých Moravcích, Lokomotívě Trnava a Lubině-Kopanicích, kariéru ukončil v Nededu.

## Trenérská kariéra
V letech 2003–2007 byl trenérem brankářů ve Spartaku Trnava, na jaře 2008 působil v Jihlavě. Od sezony 2008/09 působil ve Zlatých Moravcích, od ročníku 2010/11 se staral o brankáře v Banské Bystrici. Od jara 2013 je opět v Trnavě.
Od jara 2007 byl současně i trenérem brankářů slovenské fotbalové reprezentace do 21 let.
Ve Spartaku Trnava působil i jako asistent trenéra či vedoucí mužstva.

## Ligová bilance
| Ročník                                   | Zápasy | Góly | Minuty | Nuly | Klub           |
| ---------------------------------------- | ------ | ---- | ------ | ---- | -------------- |
| 1. československá fotbalová liga 1991/92 | 30     | 0    | –      | 7    | Spartak Trnava |
| 1. československá fotbalová liga 1992/93 | 18     | 0    | 1620   | 1    | Spartak Trnava |
| CELKEM 1. LIGA ČSFR                      | 48     | 0    | –      | 8    |                |